# لايل ساكسون
لايل ساكسون (بالإنجليزية: Lyle Saxon)‏ (1891 - 1946)؛ روائي أمريكي.